# Sport Sala Villaverde
El Sport Sala Villaverde es un equipo de fútbol sala del barrio de Villaverde, distrito de Madrid. El club, fundado en el año 2000, es el único de que participa en la competición profesional de fútbol sala de toda la capital. Actualmente juega en la tercera división.
Equipo llevado por el exjugador Celso Pérez este año han tenido el peor arranque de la historia pero han podido recuperarse del golpe estando en un buen 4º puesto en liga.
El nombre del equipo se cambió este año por el exjugador Javi Ayuso llamándose Futsal Villaverde, más conocido por el timón.
Actualmente tienen una escuela llevada por Javi Ayuso, Celso Pérez y más.
Esperan volver a división de plata a mi por lo que me dijo Celso Pérez fue que si llegarían con el infantil que tienes este año con esfuerzo.

## Palmarés
2005/2006 CAMPEÓN DE LIGA (NACIONAL A)
2005/2006 ASCENSO DIVISIÓN DE PLATA
2007/2008 CAMPEÓN LIGA(NACIONAL A)
2007/2008 ASCENSO DIVISIÓN DE PLATA